# George Lewis
George Lewis (geboren Joseph Louis Francois Zenon; 13 juli 1900 – 31 december 1968) was een Amerikaanse jazzklarinettist die gespeeld heeft in de beginjaren van de New Orleans-jazz en later bekendheid kreeg tijdens de heropleving van de dixielandmuziek eind jaren 1940 en in de jaren 1950.

## Jeugd
Er is weinig bekend over de jonge jaren van Lewis. Zijn moeder Alice Zeno had voorouders, die rond 1803 als slaaf van Senegal naar Louisiana gekomen waren. Lewis leerde zichzelf klarinet spelen toen hij 18 was.

## Vroege carrière
Lewis muzikale carrière begon in het begin van de jaren twintig toen hij speelde bij Buddy Petit, Henry "Red" Allen, de Eureka Brass Band, het Olympia Orchestra en zijn eigen ensemble. Omdat hij als muzikant niet genoeg geld kon verdienen, verdiende hij bij in de havens bij het laden en lossen van scheepsladingen.

## Latere carrière
Begin jaren 1940 werd het label American Music Records opgericht, dat zich toelegde op traditionele jazz uit New Orleans. Met trompettist Bunk Johnson nam Lewis een aantal "retro"-platen op, die hielpen bij het op gang brengen van een heropleving van de belangstelling voor traditionele New Orleans-jazz. Nadat Johnson met pensioen ging, nam Lewis de leiding over van de band van Johnson. In 1950 verscheen een portret van de band in het magazine Look met foto's van Stanley Kubrick. Deze reportage bezorgde hem het leiderschap van de heropleving, met vele optredens en tournees tot in het Verenigd Koninkrijk en Denemarken.
Vanaf 1961 speelde hij tot kort voor zijn dood regelmatig in Preservation Hall in New Orleans als leider van de Preservation Hall Jazz Band.